# Trofeo Franco Balestra 2006
Il Trofeo Franco Balestra 2006, trentesima edizione della corsa e valida come evento dell'UCI Europe Tour 2006 categoria 1.2, si svolse il 12 marzo 2006 su un percorso totale di circa 171 km. Fu vinto dal francese Aurélien Passeron che terminò la gara in 4h22'00", alla media di 39,16 km/h.

## Ordine d'arrivo (Top 10)
| Pos. | Corridore            | Squadra        | Tempo    |
| ---- | -------------------- | -------------- | -------- |
| 1    | Aurélien Passeron    | Cargo Embassy  | 4h22'00" |
| 2    | Antonio Bucciero     | Pagnoncelli    | s.t.     |
| 3    | Alessandro Proni     | Finauto        | a 10"    |
| 4    | Marco Bandiera       | Zalf-Désirée   | a 25"    |
| 5    | Gianluca Coletta     | San Marco      | s.t.     |
| 6    | Manolo Zanella       | Zalf-Désirée   | a 40"    |
| 7    | Muradjan Khalmuratov | Lucchini       | s.t.     |
| 8    | Roberto Ferrari      | Trevigiani     | a 42"    |
| 9    | Mauro Colombera      | 93 Promosport  | s.t.     |
| 10   | Fabrice Piemontesi   | Viris Vigevano | s.t.     |